# Вудленд Тауншип (Нью-Джерсі)
Вудленд Тауншип (англ. Woodland Township) — селище (англ. township) в США, в окрузі Берлінгтон штату Нью-Джерсі. Населення — 1544 особи (2020).

## Демографія
Згідно з переписом 2010 року, у селищі мешкало 1788 осіб у 476 домогосподарствах у складі 359 родин. Було 494 помешкання
Расовий склад населення:
| - 89,6 % — білих - 8,1 % — чорних або афроамериканців - 0,8 % — азіатів - 0,1 % — корінних американців |

До двох чи більше рас належало 1,0 %. Частка іспаномовних становила 4,8 % від усіх жителів.
За віковим діапазоном населення розподілялося таким чином: 20,2 % — особи молодші 18 років, 69,3 % — особи у віці 18—64 років, 10,5 % — особи у віці 65 років та старші. Медіана віку мешканця становила 43,3 року. На 100 осіб жіночої статі у селищі припадало 152,9 чоловіків;  на 100 жінок у віці від 18 років та старших — 166,0 чоловіків також старших 18 років.
Середній дохід на одне домашнє господарство  становив 97 711 долар США (медіана — 88 636), а середній дохід на одну сім'ю — 109 382 долари (медіана — 97 000). Медіана доходів становила 64 375 доларів для чоловіків та 49 583 долари для жінок. За межею бідності перебувало 5,6 % осіб, у тому числі 7,6 % дітей у віці до 18 років та 5,0 % осіб у віці 65 років та старших.
Цивільне працевлаштоване населення становило 714 особи. Основні галузі зайнятості: освіта, охорона здоров'я та соціальна допомога — 32,2 %, публічна адміністрація — 10,6 %, роздрібна торгівля — 10,5 %.